# Erlenbruchwald beim Lichteler Landturm
Erlenbruchwald beim Lichteler Landturm ist ein Naturschutzgebiet auf der Gemarkung des Niederstettener Stadtteils Rinderfeld im Main-Tauber-Kreis in Baden-Württemberg.

## Geschichte
Durch Verordnung des Regierungspräsidiums Stuttgart über das Naturschutzgebiet Erlenbruchwald beim Lichteler Landturm vom 30. November 1973 wurde ein Schutzgebiet mit 0,84 Hektar ausgewiesen.

## Flora und Fauna
Es besteht Erlenbruchwald, stellenweise mit Torfmoospolstern.